# Teija Tiilikainen
Teija Helena Tiilikainen, més coneguda com a Teija Tiilikainen, (Lohja, 22 d'abril de 1964) és una politòloga finlandesa, directora de l'Institut Finlandès d'Afers Internacionals (FIIA) i redactora en cap de la revista Ulkopolitiikka des del gener de 2010. L'agost de 2019 va ser escollida directora del Centre Europeu d'Excel·lència per a Contrarestar Amenaces Híbrides.
Va cursar els estudis de Ciències polítiques a la Universitat Åbo Akademi, diplomada l'any 1989, llicenciada l'any 1991 i, finalment doctorada l'any 1997 amb la defensa de la seva tesi en anglès «Europe and Finland, defining the Political Identity of Finland in Western Europe». Va treballar com a professora i directora de recerca a la Universitat Åbo Akademi, així com de directora de la Xarxa de Recerca Europea de la Universitat de Hèlsinki. Al 2003 va ser membre de la Convenció Constituent de la Unió Europea. L'any 2007 va ser nomenada secretària d'Estat al servei del ministre d'Afers Exteriors Ilkka Kanerva, i va continuar en la posició durant un temps sota Alexander Stubb. Després que la coalició traspassés la posició vacant de secretària d'estat vacant al Ministeri de l'Interior a principis del 2009, Tiilikainen va tornar al seu antic càrrec de directora a la Universitat de Hèlsinki. Tiilikainen va participar en reunions del Grup Bilderberg als anys 2002, 2005 i 2007.

## Obres
- Finland in the EU, amb Tapio Raunio (Frank Cass, 2002)
- Defining the Political Identity of Finland in Western Europe (Ashgate, 1998)
- To Be or Not to Be?: An Analysis of the Legal and Political Elements of Statehood in the EU (European Foreign Affairs Review 6, 2001)